# Žilinská (Bratislava)
Žilinská je ulice v Bratislavě v Starém Městě. Je to vnitřní zástavby spojující komunikace, propojuje ulice Štefanovičova a Šancová, prochází přes ni trolejbusová trať.
Prochází mezi ulice Povraznícka, Belopotockého, Škovránčia a Ulice J. Kronera. Přibližně ve středu ulice je klasické tržiště.